# Studentenwohnheim der Medizinischen Akademie

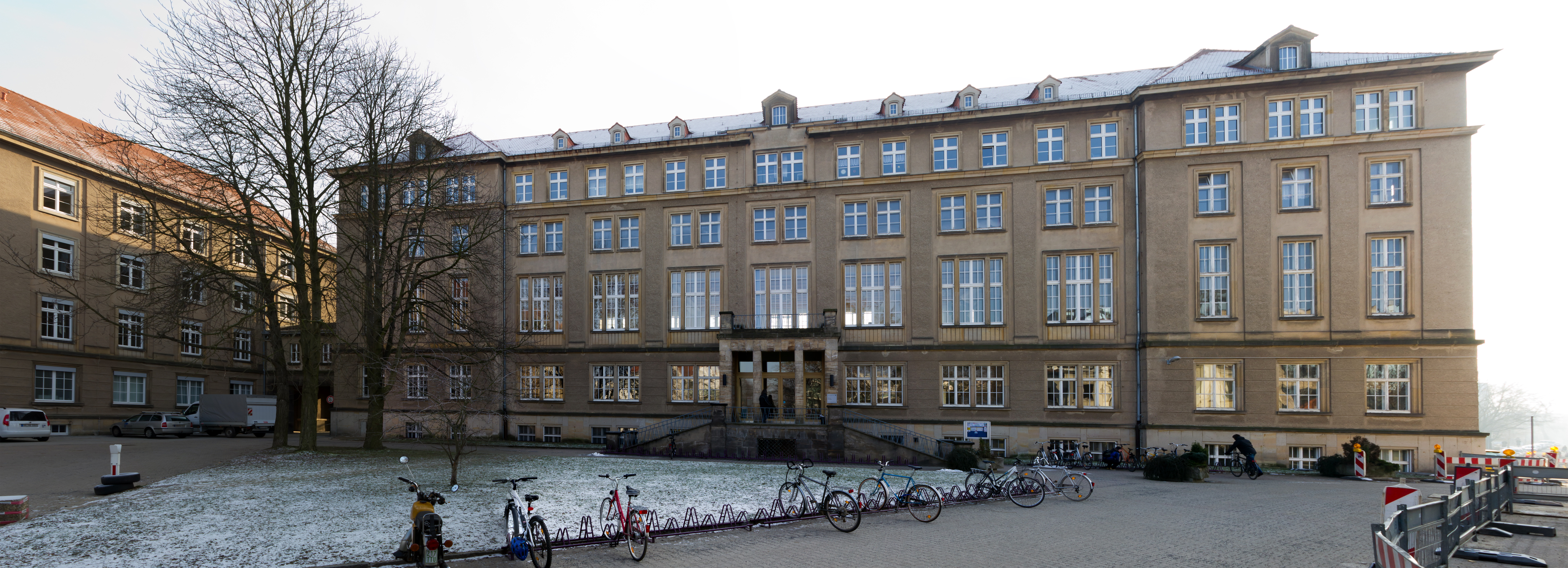
Das Studentenwohnheim in der Blasewitzer Straße.

Das Studentenwohnheim der Medizinischen Akademie ist ein Studentenwohnheim in Dresden. Der  denkmalgeschützte Bau befindet sich an der Blasewitzer Straße 84 im Stadtteil Johannstadt. Träger des Hauses mit heute 38 Wohnplätzen ist das Studentenwerk Dresden.

## Beschreibung

### Gebäude und Architektur

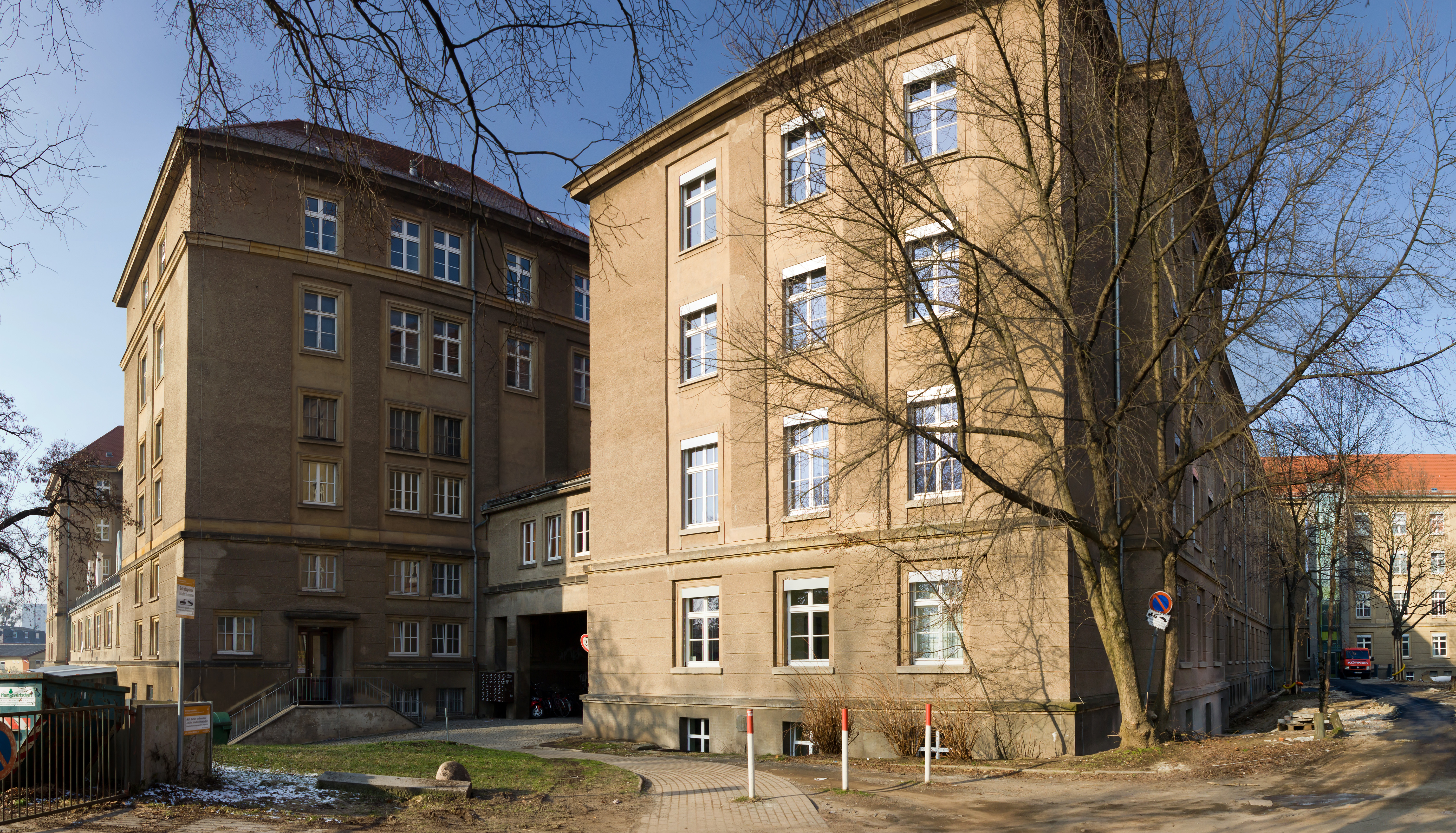
Gebäuderückseite mit Eingang des Wohnheims.

Der nur teilweise umgesetzte Entwurf aus dem Jahr 1954 umfasste ein repräsentativ gestaltetes Mensagebäude an einem Innenhof und sechs Wohngebäude mit insgesamt 1000 Wohnheimplätzen. Der Rohbau des Mensagebäudes wurde 1956 fertiggestellt. Sockel, Eingänge und Fenstergewände wurden in Sandstein ausgeführt. Im Mensabau befand sich die Küche im Keller, die Wohnungen wurden im zweiten und dritten Obergeschoss eingerichtet. Dies ist der einzige Teil des Gebäudekomplexes, der heute noch als Studentenwohnheim genutzt wird. Ein 1955 fertiggestellter Gebäudekomplex, der sich auf der östlichen Seite des Mensabaus anschließt, wird heute nicht mehr als Studentenwohnheim genutzt. Ein zweiter Gebäudekomplex auf der anderen Seite des Mensabaus sollte im Herbst 1956 bezugsfertig werden, wurde jedoch nie begonnen.

### Einrichtung
Die Wohnungseinrichtungen hatten zum Erstbezug eine „bessere Qualität aufzuweisen“, als dies in der DDR üblich war. Während in Berlin, Potsdam und Karl-Marx-Stadt Dreibettzimmer in einem kombinierten Wohn- und Schlafraum üblich waren, wurden im Dresdner Studentenwohnheim Wohn- und Schlafzimmer räumlich getrennt. Eine Wohneinheit umfasste ein gemeinsames Wohnzimmer und einen Schlafraum mit drei Betten. Im Schlafraum war über die ganze Länge eine Schrankwand mit Abstellplätzen für Koffer eingerichtet worden, was „für die Wohnqualität von großer Bedeutung“ sei. Auch Kleider- und Wäscheschränke waren im Schlafraum zu finden. Im Wohnzimmer sollte neben den drei Arbeitsplätzen und Bücherschränken eine „gemütliche“ Sitzecke eingerichtet werden, die jedoch wegen Finanzmangel gestrichen wurde. Daneben gab es auch Ein- und Zweibettzimmer, wo Wohn- und Schlafraum nicht voneinander getrennt waren.
Auch wenn das Gebäudeäußere noch nicht saniert wurde (Stand: Juli 2022) fanden zahlreiche Umbaumaßnahmen im Inneren statt: So sind heute Ein-Bett-Zimmer der Standard.